# San Isidro Xoteapan
San Isidro Xoteapan är en ort i Mexiko.   Den ligger i kommunen San Andrés Tuxtla och delstaten Veracruz, i den sydöstra delen av landet, 400 km öster om huvudstaden Mexico City. San Isidro Xoteapan ligger 336 meter över havet och antalet invånare är 1 256.
Terrängen runt San Isidro Xoteapan är huvudsakligen kuperad, men åt sydost är den platt. Runt San Isidro Xoteapan är det ganska tätbefolkat, med 120 invånare per kvadratkilometer. Närmaste större samhälle är San Andres Tuxtla, 3,4 km sydost om San Isidro Xoteapan. Omgivningarna runt San Isidro Xoteapan är en mosaik av jordbruksmark och naturlig växtlighet.